# Jumeaux
Jumeaux é uma comuna francesa na região administrativa de Auvérnia-Ródano-Alpes, no departamento Puy-de-Dôme. Estende-se por uma área de 7,09 km². Em 2010 a comuna tinha 627 habitantes (densidade: 88,4 hab./km²).